# Ghosttown (bài hát của Madonna)
"Ghosttown" là một bài hát của ca sĩ người Mỹ Madonna nằm trong album phòng thu thứ 13 của cô, Rebel Heart (2015). Nó được phát hành trên các đài phát thanh vào ngày 13 tháng 3 năm 2015 như là đĩa đơn thứ hai trích từ album. Bài hát được sáng tác bởi Madonna, Jason Evigan, Evan Bogart, và Sean Douglas, và được sản xuất bởi Madonna, Billboard và Evigan. Madonna đã nghe các tác phẩm trước của Douglas và thể hiện mong muốn được hợp tác với anh. Cùng với các nhạc sĩ khác, họ đã viết "Ghosttown" trong 3 ngày. Đây là một bản pop ballad, được lấy cảm hứng từ hình ảnh của một thành phố bị phá hủy sau trận armageddon, và làm thế nào những người sống sót có thể tồn tại, với tình yêu là điều duy nhất họ có thể giữ được.
"Ghosttown" được phát hành trên iTunes như là một phần của việc đặt hàng trước album vào tháng 12 năm 2014, sau khi một tin tặc đã làm rò rỉ các bản thu nháp từ Rebel Heart lên mạng. Bài hát nhận được những phản ứng tích cực từ các nhà phê bình đương đại, trong đó họ đánh giá cao giọng hát của Madonna, lời bài hát, công việc sản xuất của Billboard, cũng như so sánh nó với những bản ballad trước của nữ ca sĩ. Tại Mỹ, bài hát đã trở thành đĩa đơn thứ 45 của cô đạt vị trí số một trên bảng xếp hạng Hot Dance Club Songs, vượt qua ca sĩ nhạc đồng quê George Strait để trở thành nghệ sĩ có nhiều đĩa đơn quán quân nhất trên một bảng xếp hạng bất kỳ của tạp chí Billboard. Trên thị trường quốc tế, "Ghosttown" lọt vào top 20 các bảng xếp hạng ở Phần Lan, Hungary, Ý, và Thụy Điển.
Madonna đã biểu diễn ca khúc này trên nhiều chương trình truyền hình để quảng bá cho nó, như: Le Grand Journal ở Pháp, Che tempo che fa ở Ý, The Jonathan Ross Show ở Vương quốc Anh và The Ellen DeGeneres Show ở Mỹ. Cô cũng đã biểu diễn bài hát tại lễ trao giải iHeartRadio Music Awards lần thứ 2, với sự xuất hiện của Taylor Swift trong vai trò đệm đàn guitar. Một video âm nhạc cho "Ghosttown" được đạo diễn bởi Jonas Åkerlund, có sự tham gia của diễn viên Terrence Howard. Chủ đề chính đằng sau video này là "tình hình của thế giới sau ngày tận thế", trong đó Madonna và Howard là hai người sống sót duy nhất trong một thành phố bị phá hủy.

## Danh sách bài hát
| - Đĩa CD 1. "Ghosttown" – 4:09 2. "Ghosttown" (Don Diablo Remix) – 4:49 - Tải kĩ thuật số (Remixes) 1. "Ghosttown" (Offer Nissim Drama Remix) – 7:17 2. "Ghosttown" (Armand Van Helden Remix) – 6:16 3. "Ghosttown" (S-Man Mix) – 6:08 4. "Ghosttown" (Razor N Guido Remix) – 7:46 5. "Ghosttown" (Mindskap Remix) – 5:35 6. "Ghosttown" (Don Diablo Remix) – 4:47 7. "Ghosttown" (Dirty Pop Intro Remix) – 5:20 8. "Ghosttown" (DJ Mike Cruz Mix Show Edit) – 7:05 9. "Ghosttown" (Thrill Remix) – 6:27 10. "Ghosttown" (DJ Yiannis String Intro Mix) – 1:40 | - Tải kĩ thuật số (bản album) 1. "Ghosttown" – 4:09 - Tidal (Remixes) 1. "Ghosttown" (Offer Nissim Drama Remix) – 7:17 2. "Ghosttown" (Armand Van Helden Remix) – 6:16 3. "Ghosttown" (S-Man Mix) – 6:08 4. "Ghosttown" (Razor N Guido Remix) – 7:46 5. "Ghosttown" (Mindskap Remix) – 5:35 6. "Ghosttown" (Don Diablo Remix) – 4:47 7. "Ghosttown" (Dirty Pop Intro Remix) – 5:20 8. "Ghosttown" (DJ Mike Cruz Mix Show Edit) – 7:05 9. "Ghosttown" (Thrill Remix) – 6:27 10. "Ghosttown" (DJ Yiannis String Intro Mix) – 1:40 11. "Ghosttown" (A Paul Andrews Reconstruction Mix) – 4:08 12. "Ghosttown" (RedTop’s If I Were a Carpenter Remix) – 5:49 |

## Xếp hạng và chứng nhận
| Bảng xếp hạng (2014–15)                         | - Vị trí - cao nhất |
| ----------------------------------------------- | ------------------- |
| Bỉ (Ultratip Flanders)                          | 6                   |
| Bỉ (Ultratip Wallonia)                          | 3                   |
| Canada AC (Billboard)                           | 40                  |
| Croatia (ARC 100)                               | 7                   |
| Phần Lan (Suomen virallinen latauslista)        | 14                  |
| Pháp (SNEP)                                     | 34                  |
| Trường songid là BẮT BUỘC CHO BẢNG XẾP HẠNG ĐỨC | 34                  |
| Hungary (Rádiós Top 40)                         | 16                  |
| Hungary (Single Top 40)                         | 17                  |
| Ý (FIMI)                                        | 20                  |
| Scotland (OCC)                                  | 86                  |
| Tây Ban Nha (PROMUSICAE)                        | 41                  |
| Sweden (DigiListan)                             | 20                  |
| Thụy Sĩ (Schweizer Hitparade)                   | 39                  |
| Anh Quốc Download (OCC)                         | 65                  |
| Hoa Kỳ Adult Contemporary (Billboard)           | 18                  |
| Hoa Kỳ Adult Pop Airplay (Billboard)            | 38                  |
| Hoa Kỳ Dance Club Songs (Billboard)             | 1                   |
| US Hot Singles Sales (Billboard)                | 3                   |

| Quốc gia                                                                           | Chứng nhận | Số đơn vị/doanh số chứng nhận |
| ---------------------------------------------------------------------------------- | ---------- | ----------------------------- |
| Ý (FIMI)                                                                           | Vàng       | 25,000‡                       |
| * Chứng nhận dựa theo doanh số tiêu thụ. ^ Chứng nhận dựa theo doanh số nhập hàng. |            |                               |